# Sphenomorphus scotophilus
Sphenomorphus scotophilus är en ödleart som beskrevs av  George Albert Boulenger 1900. Sphenomorphus scotophilus ingår i släktet Sphenomorphus och familjen skinkar. Inga underarter finns listade i Catalogue of Life.